# Bobby Helms
Robert Lee Helms, mer känd som Bobby Helms, född 15 augusti 1933, död 19 juni 1997,  var en amerikansk countrysångare som 1957 hade en framgång med julsången, "Jingle Bell Rock". Andra hitlåtar är  "Fraulein" och "My Special Angel".

## Diskografi
Album
- Jingle Bell Rock – (1957) – Pilz
- To My Special Angel – (1957) – Decca
- I'm the Man – (1966) – Kapp
- Sorry My Name Isn't Fred – (1966) – Kapp
- All New Just For You – (1968) – Little Darlin'
- Pop-a-Billy – (1983) – MCA

Singlar
| År   | Singel                                           | Topplacering | Topplacering | Topplacering | Topplacering | Album                           |         |
| År   | Singel                                           | US Country   | US           | US AC        | UK           | Album                           |         |
| ---- | ------------------------------------------------ | ------------ | ------------ | ------------ | ------------ | ------------------------------- | ------- |
| 1955 | "Yesterday's Lovin'"                             |              |              |              |              | endast singel                   |         |
| 1955 | "Freedom Lovin' Guy"                             |              |              |              |              | endast singel                   |         |
| 1956 | "Tennessee Rock and Roll"                        |              |              |              |              | endast singel                   |         |
| 1957 | "Fraulein"                                       | 1            | 36           |              |              | endast singel                   |         |
| 1957 | "My Special Angel"                               | 1            | 7            |              | 22           | My Special Angel                |         |
| 1957 | "Jingle Bell Rock"                               | 13           | 6            |              |              | endast singel                   |         |
| 1958 | "Just a Little Lonesome"                         | 10           |              |              |              | My Special Angel                |         |
| 1958 | "Jacqueline"                                     | 5            | 63           |              | 20           | endast singel                   |         |
| 1958 | "Borrowed Dreams"                                |              | 60           |              |              | endast singel                   |         |
| 1958 | "Jingle Bell Rock"                               |              | 6            |              |              | endast singel                   |         |
| 1959 | "The Fool and the Angel"                         |              | 75           |              |              | endast singel                   |         |
| 1959 | "New River Train"                                | 26           |              |              |              | endast singel                   |         |
| 1959 | "I Guess I'll Miss the Prom"                     |              |              |              |              | endast singel                   |         |
| 1959 | "No Other Baby"                                  |              |              |              | 30           | endast singel                   |         |
| 1959 | "Hurry Baby"                                     |              |              |              |              | endast singel                   |         |
| 1960 | "Someone Was Already There"                      |              |              |              |              | endast singel                   |         |
| 1960 | "I Want to Be with You"                          |              |              |              |              | endast singel                   |         |
| 1960 | "Lonely River Rhine"                             | 16           |              |              |              | endast singel                   |         |
| 1960 | "Jingle Bell Rock" (nyutgåva)                    |              | 36           |              |              | endast singel                   |         |
| 1961 | "Sad Eyed Baby"                                  |              |              |              |              | endast singel                   |         |
| 1961 | "How Can You Divide a Little Child"              |              |              |              |              | endast singel                   |         |
| 1961 | "Jingle Bell Rock" (nyutgåva)                    |              | 41           |              |              | endast singel                   |         |
| 1962 | "One Deep Love"                                  |              |              |              |              | endast singel                   |         |
| 1962 | "Then Came You"                                  |              |              |              |              | endast singel                   |         |
| 1962 | "Jingle Bell Rock" (nyutgåva)                    |              | 56           |              |              | endast singel                   |         |
| 1964 | "It's a Girl"                                    |              |              |              |              | endast singel                   |         |
| 1967 | "He Thought He'd Die Laughing"                   | 46           |              |              |              | All New Just for You            |         |
| 1968 | "The Day You Stop Loving Me"                     | 60           |              |              |              | All New Just for You            |         |
| 1968 | "I Feel You, I Love You"                         | 53           |              |              |              | endast singel                   |         |
| 1968 | "Touch My Heart"                                 |              |              |              |              | All New Just for You            |         |
| 1969 | "My Special Angel"                               |              |              |              |              | Before Your Heartaches Begin    |         |
| 1969 | "So Long"                                        | 43           |              |              |              | Before Your Heartaches Begin    |         |
| 1969 | "Echoes and Shadows"                             |              |              |              |              | Before Your Heartaches Begin    |         |
| 1970 | "Mary Goes 'Round"                               | 41           |              |              |              | Greatest Performance            |         |
| 1970 | "Magnificent Sanctuary Band"                     |              |              |              |              | endast singel                   |         |
| 1970 | "Just Hold My Hand and Sing"                     |              |              |              |              | endast singel                   |         |
| 1971 | "He Gives Us His Love"                           |              |              |              |              | endast singel                   |         |
| 1971 | "Hand in Hand with Love"                         |              |              |              |              | endast singel                   |         |
| 1972 | "It's the Little Things"                         |              |              |              |              | endast singel                   |         |
| 1972 | "It's Starting to Rain Again"                    |              |              |              |              | endast singel                   |         |
| 1974 | "That Heart Belongs to Me"                       |              |              |              |              | endast singel                   |         |
| 1974 | "Work Things Out with Annie"                     |              |              |              |              | endast singel                   |         |
| 1975 | "Baby If I Could Make It Better"                 |              |              |              |              | endast singel                   |         |
| 1976 | "Every Man Must Have a Dream"                    |              |              |              |              | endast singel                   |         |
| 1976 | "You"                                            |              |              |              |              | endast singel                   |         |
| 1977 | "Before My Heartaches Came"                      |              |              |              |              | endast singel                   |         |
| 1978 | "I'm Gonna Love the Devil Out of You"            |              |              |              |              | endast singel                   |         |
| 1978 | "I'm Not Sorry"                                  |              |              |              |              | endast singel                   |         |
| 1979 | "One More Dollar for the Band"                   |              |              |              |              | endast singel                   |         |
| 1983 | "Tears Ago"                                      |              |              |              |              | endast singel                   |         |
| 1983 | "I'm Drinking It Over (With My Friend Jim Beam)" |              |              |              |              | endast singel                   |         |
| 1985 | "I Wish I Could Say I Find"                      |              |              |              |              | endast singel                   |         |
| 1986 | "I'm the Man"                                    |              |              |              |              | endast singel                   |         |
| 1987 | "Dance with Me"                                  |              |              |              |              | endast singel                   | Country |
| 1987 | "Somebody Wrong Is Lookin' Right"                |              |              |              |              |                                 | Country |
| 1996 | "Jingle Bell Rock" (nyutgåva)                    | 60           |              | 18           |              | Jingle All the Way (soundtrack) |         |